# Wilhelm Schneider (Stabhochspringer)
Wilhelm Schneider (Wilhelm Józef Schneider; * 9. Juli 1907 in Katowice; † 28. Dezember 1988 in Chorzów) war ein polnischer Stabhochspringer.
Bei den Olympischen Spielen 1936 in Berlin wurde er Sechster und bei den Leichtathletik-Europameisterschaften 1938 in Paris Vierter.
Seine persönliche Bestleistung von 4,14 m stellte er am 13. Oktober 1935 in Budapest auf.